# 男女音乐组合
男女音乐组合又称混声团体，是指由男性及女性歌手组成的流行音乐团体。成员一般为十几至二十几岁的青少年。
一直以来，男女混合组合较女子组合及男子组合罕见。音乐产业的权威人士指出，此类组合难以被青少年流行音乐艺人的典型目标人群（即前青少年期至青春期的女孩）买账。乐评人Jake Austen称，女子组合及男子组合通过不同的方式吸引年轻女孩：女子组合被打造为行为榜样，而男子组合则作为欲望对象；二者的混合会造成“无谓的混乱”。《Slate》杂志的Dann Halem有同样的感想，并补充道：“青春期的憧憬与心痛是流行音乐的主旋律；如果把两种情感的对象给调和了，这样的歌声就难以令受众信服。”

## 亚洲
男女组合在亚洲的人气不及女子组合和男子组合，因此数量亦相对较少。
在韩国，男女组合相对较少，因为娱乐公司倾向不去触碰“混合性别”概念。韩国流行音乐界中著名的男女组合有Cool、Roo'ra、男女共学以及近期的KARD。社会学家John Lie在对韩国流行音乐现象的分析中将男女组合的稀少归因于“对性别原型的强化”，认为这“固化了建立单一性别组合的做法”。在《K-pop – The International Rise of the Korean Music Industry》（2015）中，作者Roald Maliangkay总结道：“混合了男女性别的韩国流行组合，他们的（视觉）表演针对特定的可被定位的男性或女性观众，这样的表演的商业吸引力可以解释为何直至今日这类组合仍几乎不存在。”
在日本，有瞄准女性青少年与男性音乐迷两种人群的男女混合组合——“日本流行音乐界稀有商品”AAA。
泰国也有类似组合，如2010年初次登台的3.2.1。

## 欧洲
不同于美国，一些男女组合在21世纪初的欧洲已获成功，尤其是在斯堪的纳维亚及英国。其中较著名的有水叮当、反骨搭檔組、七小龙、A-Teens、Hear'Say、爱司基地及Steps等。根据乐评人Jake Austen的理论，这些组合在英国的成功可归因于英国大众对“流行艺人的可弃性”的接受。

## 拉丁美洲
男女组合在拉丁美洲称作“混合乐队”。其中来自墨西哥的著名组合有Timbiriche、Kabah、OV7、RBD及加里波第组合等。来自南美洲的则有Erreway、Teen Angels及Kudai。
拉丁美洲还出现了新一代的男女组合，如LemonGrass及MIX5。
LemonGrass是目标成为OV7后继者的新生墨西哥音乐组合。该组合由原OV7的阿里·波罗博伊于2015年发掘的7名年轻唱跳艺人组成，并以推出首张单曲《Mi mundo gira contigo》。2016年，单曲《Vértigo》发布，这是女子组合Crayon Pop的韩语歌《Bar Bar Bar》的西班牙语版本。
MIX5是在真人秀《La Banda 2016》中夺冠的乐队。该组合由来自不同国家的2名女子与3名男子组成。

## 注
1. ↑  原文：unnecessarily confusing
2. ↑  原文：accentuation of gender archetypes
3. ↑  原文：The commercial appeal of [their visual] presentation with a specific, targetable male or female audience helps to explain why, even today, mixed-sex non-uniform K-pop groups are virtually non-existent.
4. ↑  原文：disposability of pop acts